# Danavahalli, Kolar
Danavahalli là một làng thuộc tehsil Kolar, huyện Kolar, bang Karnataka, Ấn Độ.